# Betolaza
Betolaza (Betolatza en euskera) es un concejo del municipio de Arrazua-Ubarrundia, en la provincia de Álava.

## Geografía
El concejo se sitúa 13 km al norte de la ciudad de Vitoria en una hondonada rodeada de pequeños montes y a 546 metros de altitud. Se accede a él a través de una carretera local que se desvía de la autovía A-240 a la altura de Luco. 

## Despoblado
Forma parte del concejo una fracción del despoblado de:
- Guernica (en euskera y oficialmente Gernika).[1]

## Historia
Las primeras menciones escritas sobre Betolaza datan del siglo XI. Aparece mencionado, bajo el nombre de Betellogaha en la Reja de San Millán dentro del documento "De ferro de Alava", contribuyendo con "dos regas/rejas" como aportación al monasterio de San Millán de la Cogolla. Perteneció a la hermandad y municipio de Ubarrundia, pasando luego al municipio de Arrazua-Ubarrundia.

## Demografía
| Gráfica de evolución demográfica de Betolaza entre 2000 y 2017 |
|                                                                |
| Población de derecho según los censos de población del INE.    |

## Patrimonio
La actual parroquia de la Asunción del pueblo fue consagrada en 1964 acondicionando parte de la antigua iglesia medieval que estaba en estado de semi-abandono.

## Fiestas
Sus fiestas patronales se celebran el 29 de agosto por San Juan Degollado.

## Personas destacadas
- Juan de Tolosa, agustino y autor ascético del siglo XVI.
- Juan Pérez de Betolaza, quien tradujo por primera vez el catecismo cristiano al euskera en 1596.